# Nekrolog 1955
Nekrolog
◄◄
| ◄
| 1951
| 1952
| 1953
| 1954
| 1955 | 1956 | 1957 | 1958 | 1959 | ► | ►►
1. Quartal |
2. Quartal |
3. Quartal |
4. Quartal 
Weitere Ereignisse | Allgemeiner Nekrolog 1955
Die Beschreibung der verstorbenen Person sollte so kurz wie möglich gehalten sein und nur deren signifikante Tätigkeit(en) enthalten.
Neue Namen ggf. auch unter dem Geburts- und Sterbedatum, also etwa unter 1. Januar und im Geburts- und Sterbejahr (2024) eintragen (nur bei entsprechender großer Wichtigkeit). Für Beispiele siehe die schon vorhandenen Artikel.
Außerdem über die fünf zuletzt Verstorbenen, zu denen es einen ausreichend guten Artikel für eine Präsentation auf der Hauptseite gibt, nach der todesbedingten Überarbeitung der Artikel ggf. auch unter Wikipedia Diskussion:Hauptseite informieren und sie am besten auch in den anderen Wikipedia-Sprachversionen eintragen. Tipp: Regelmäßig bei news.google.de nach „ist tot“, „gestorben“ oder „verstorben“ suchen.
Wenn eine Person gestorben ist, gibt es viele Seiten zu dieser Person in der Wikipedia, die davon auch betroffen sind und entsprechend aktualisiert werden müssen. Beispiele: Namenübersichtsseite, Geburtsjahr, Geburtsort-Seiten und viele mehr.
Wie finde ich die betroffenen Seiten?
Im Suchfeld auf der linken Seite gibt man den Suchbegriff so ein: „Vorname Nachname“. Dann klickt man auf Volltext und alle Seiten mit entsprechendem Suchtext werden aufgerufen. Hier sieht man dann schnell, wo auch das Todesjahr Sinn macht oder sogar ein Teil des Artikels angepasst werden muss. Auch hilft das „Werkzeug“ auf der linken Seite sehr gut, um solche Seiten aufzufinden: „Links auf diese Seite“. Somit ist die Wikipedia wieder aktuell in allen Bereichen! Hinweis: bei Eintragung der Kategorie „Gestorben JAHR“ wird der Missbrauchsfilter 49 ausgelöst, was jedoch nicht schlimm ist. Siehe: Spezial:Missbrauchsfilter/49
Dies ist eine Liste von im Jahr 1955 verstorbenen bekannten Persönlichkeiten. Die Einträge erfolgen innerhalb der einzelnen Daten alphabetisch sortiert. Tiere sind im Nekrolog für Tiere zu finden.
Die Liste ist nach Quartalen aufgeteilt:
- Nekrolog 1. Quartal 1955: Januar, Februar und März
- Nekrolog 2. Quartal 1955: April, Mai und Juni
- Nekrolog 3. Quartal 1955: Juli, August und September
- Nekrolog 4. Quartal 1955: Oktober, November und Dezember

## Datum unbekannt
| Ernst Adam                            | deutscher römisch-katholischer Priester                                                          |  |
| Karl Albrecht                         | deutscher Erziehungswissenschaftler                                                              |  |
| Hermann Angermeyer                    | deutscher Genremaler, Porträtmaler und Landschaftsmaler sowie Grafiker der Düsseldorfer Schule   |  |
| Haqqi al-Azm                          | syrischer Ministerpräsident und Gouverneur                                                       |  |
| Carl Bernard Bartels                  | deutscher Bildhauer                                                                              |  |
| Franz Barwich                         | deutscher Anarchosyndikalist                                                                     |  |
| Morteza Gholi Bayat                   | iranischer Politiker und Premierminister des Iran                                                |  |
| Jacob Moritz Blumberg                 | deutscher Chirurg                                                                                |  |
| Werner Brodde                         | deutscher KPD-Funktionär                                                                         |  |
| Bessie Brown                          | US-amerikanische Jazzsängerin                                                                    |  |
| Rudolf von Bülow                      | deutscher Diplomat                                                                               |  |
| Cuthbert Strachan Butchart            | britischer Golfer                                                                                |  |
| Ethel Byrne                           | US-amerikanische Krankenschwester und Frauenrechtlerin                                           |  |
| Edgar Chance                          | britischer Ornithologe                                                                           |  |
| Willi Cleer                           | deutscher Automobilrennfahrer                                                                    |  |
| Jacqueline Comerre-Paton              | französische Malerin                                                                             |  |
| Comtesse de Kermel                    | französische Tennisspielerin                                                                     |  |
| Liberto Corney                        | uruguayischer Boxer                                                                              |  |
| Henri Couillaud                       | französischer Posaunist und Musikpädagoge                                                        |  |
| Wladimir Michailowitsch Deschewow     | russischer Komponist                                                                             |  |
| John Dillingham Dodson                | US-amerikanischer Psychologe                                                                     |  |
| Heinrich Dörrie                       | deutscher Mathematiklehrer                                                                       |  |
| Georges Duvernet                      | französischer Bildhauer                                                                          |  |
| Carl Eberth                           | deutscher Fotograf                                                                               |  |
| Eliya Abuna                           | Bischof der autokephalen ostsyrischen „Kirche des Ostens“ und der Chaldäisch-katholischen Kirche |  |
| Ksenija Wladimirowna Ender            | russische Malerin                                                                                |  |
| Mahmud Fachri Pascha                  | ägyptischer Politiker                                                                            |  |
| Georg von Falkenhayn                  | deutscher Manager der Getreide- und Hefeindustrie                                                |  |
| Julius Fliess                         | deutscher Rechtsanwalt und Politiker                                                             |  |
| Adolf Flockemann                      | deutscher Arzt und Konsul in Südafrika                                                           |  |
| Frank Fragale                         | US-amerikanischer Komponist                                                                      |  |
| Alex Fricke                           | deutscher Radrennfahrer                                                                          |  |
| Edmund Fürst                          | deutscher Maler, Radierer und Illustrator                                                        |  |
| József Galamb                         | Erfinder des Ford Modell T                                                                       |  |
| George Ganetakos                      | kanadischer Kinobetreiber griechischer Herkunft                                                  |  |
| Bernhard Gauer                        | deutscher Maler und Mosaikkünstler                                                               |  |
| Erich Goeritz                         | deutsch-britischer Unternehmer, Kunstsammler und Mäzen                                           |  |
| Lejb Goldberg                         | russisch-sowjetischer Schriftsteller, Übersetzer und Journalist                                  |  |
| William Jay Hale                      | US-amerikanischer Chemiker                                                                       |  |
| Hans Harders                          | deutscher Bildhauer und Medailleur                                                               |  |
| Frank Richard Heartz                  | kanadischer Politiker, Vizegouverneur von Prince Edward Island                                   |  |
| Mehdi Qoli Chān Hedāyat               | iranischer Politiker und Ministerpräsident Irans                                                 |  |
| Robert Helm                           | deutscher Tuchindustrieller und Kommunalpolitiker                                                |  |
| Otto Heß                              | deutscher Arzt und Klinikdirektor                                                                |  |
| Ernesto Hidalgo Ramírez               | mexikanischer Botschafter                                                                        |  |
| Geoffrey T. R. Hill                   | britischer Testpilot und Luftfahrtpionier                                                        |  |
| Rosa Hochmann                         | russische Violinistin und Violinlehrerin                                                         |  |
| Carl Howelsen                         | US-amerikanischer Skisportler                                                                    |  |
| Bill Johnson                          | amerikanischer Jazzmusiker                                                                       |  |
| Edgar Kahn                            | deutscher Bühnen-Schriftsteller, Drehbuchautor und Dramaturg                                     |  |
| Alexander Keiller                     | britischer Amateur-Prähistoriker                                                                 |  |
| Alfred Keller                         | deutscher Bildhauer, Dermoplastiker, Modellbauer, Taxidermist                                    |  |
| Jaroslav Kozisek                      | deutscher Ingenieur bei den Siemens-Schuckertwerken                                              |  |
| Hellmuth Krüger                       | deutscher Autor, Schauspieler und Kabarettist                                                    |  |
| René Lavaud                           | französischer Romanist und Okzitanist                                                            |  |
| Walter E. Lemcke                      | deutscher Bildhauer                                                                              |  |
| Giovanni Lentini                      | italienischer Maler                                                                              |  |
| Li Youyuan                            | chinesischer Bauer und Verfasser des Textes des Propagandaliedes Dong fang hong                  |  |
| Max Liedtke                           | deutscher Journalist, Gerechter unter den Völkern                                                |  |
| Ossip Lourié                          | französisch-russischer Schriftsteller                                                            |  |
| Karl Lüdecke                          | deutscher Chemiker                                                                               |  |
| Helene Maß                            | deutsche Landschafts- und Blumenmalerin, Grafikerin, Radiererin und Holzschneiderin              |  |
| Henry Mayer                           | deutscher Radrennfahrer                                                                          |  |
| Georg Mendelssohn                     | deutscher Kunsthandwerker                                                                        |  |
| Alexander Jeremejewitsch Minkin       | sowjetischer Botschafter                                                                         |  |
| Ferdinand Möller                      | deutscher Architekt                                                                              |  |
| Ramón P. de Negri                     | mexikanischer Botschafter                                                                        |  |
| Wassili Wassiljewitsch Nikitin        | sowjetischer Flugzeugkonstrukteur                                                                |  |
| Heinrich Nowak                        | Journalist und expressionistischer Schriftsteller                                                |  |
| William P. O’Neill                    | US-amerikanischer Politiker                                                                      |  |
| Marija Paswik                         | russische bzw. sowjetische Radiochemikerin                                                       |  |
| Julien Pouchois                       | französischer Radrennfahrer                                                                      |  |
| Alexander Prentzel                    | preußischer Regierungsrat und Mitglied des Reichskalirats                                        |  |
| Agnes Raeburn                         | schottische Malerin und Kunstlehrerin                                                            |  |
| Rembert Ramsauer                      | deutscher Wissenschaftshistoriker                                                                |  |
| Wilhelm Regendanz                     | deutscher Bankier                                                                                |  |
| Tessie Reynolds                       | britische Radsportlerin                                                                          |  |
| Johannes Richardy                     | deutscher Komponist                                                                              |  |
| Peder Ristvedt                        | norwegischer Polarforscher                                                                       |  |
| Frank Rochussen                       | Chemiker                                                                                         |  |
| Julius Rollmann                       | deutscher Bauingenieur, Hafenbaudirektor und Ministerialrat                                      |  |
| Paul Ferdinand Schmidt                | deutscher Kunsthistoriker, Galerist und Kunstkritiker                                            |  |
| Paul Schraermeyer                     | deutscher Kommunalpolitiker                                                                      |  |
| Grete Schroeder-Zimmermann            | deutsche Architektin und Hochschullehrerin                                                       |  |
| Wilhelm Schwinning                    | deutscher Metallurg                                                                              |  |
| Ralph Scotoni                         | Schweizer Unternehmer                                                                            |  |
| Susi Singer                           | österreichisch-US-amerikanische Keramikerin                                                      |  |
| Carl Sittel                           | deutscher Architekt                                                                              |  |
| Hans-Joachim Sohn-Rethel              | deutscher Schauspieler                                                                           |  |
| Clara Sporleder                       | deutsche Malerin und Grafikerin                                                                  |  |
| Cyrus St. Clair                       | US-amerikanischer Jazz-Musiker                                                                   |  |
| Paula Staschus-Floeß                  | deutsche Malerin des Impressionismus                                                             |  |
| Richard Staudt                        | deutsch-argentinischer Unternehmer                                                               |  |
| Alfred Stiffel                        | deutscher Maler und Porträtfotograf                                                              |  |
| Wilhelm Strecker                      | österreichisch-deutscher Offizier, zuletzt Generalmajor im Zweiten Weltkrieg                     |  |
| Heine Stupp                           | deutscher Extremsportler                                                                         |  |
| Konstantin Dawidowitsch Suchiaschwili | sowjetischer Konteradmiral                                                                       |  |
| Karl Suessenguth                      | deutscher Botaniker                                                                              |  |
| Johan Thomasson                       | grönländischer Landesrat                                                                         |  |
| Walter Tysall                         | britischer Turner                                                                                |  |
| Pál Ványa                             | ungarischer Skispringer                                                                          |  |
| Vladimir Vauhnik                      | jugoslawischer Offizier und Militärattaché, Spion gegen das Deutsche Reich                       |  |
| Richard Vogel                         | deutscher Lehrer und Pädagoge                                                                    |  |
| Erich Wagenbreth                      | deutscher Politiker (SED)                                                                        |  |
| Leó Weisz                             | ungarischer Fußballspieler und Fußballtrainer                                                    |  |
| Julius von Weltzien                   | deutscher Jurist und Manager                                                                     |  |
| Rudolf Wilmes                         | deutscher Romanist und Sprachwissenschaftler                                                     |  |
| Max Zeidelhack                        | deutscher Rüstungsfunktionär                                                                     |  |